# Perseus (espion)
Pour les articles homonymes, voir Perseus.
 (novembre 2020).

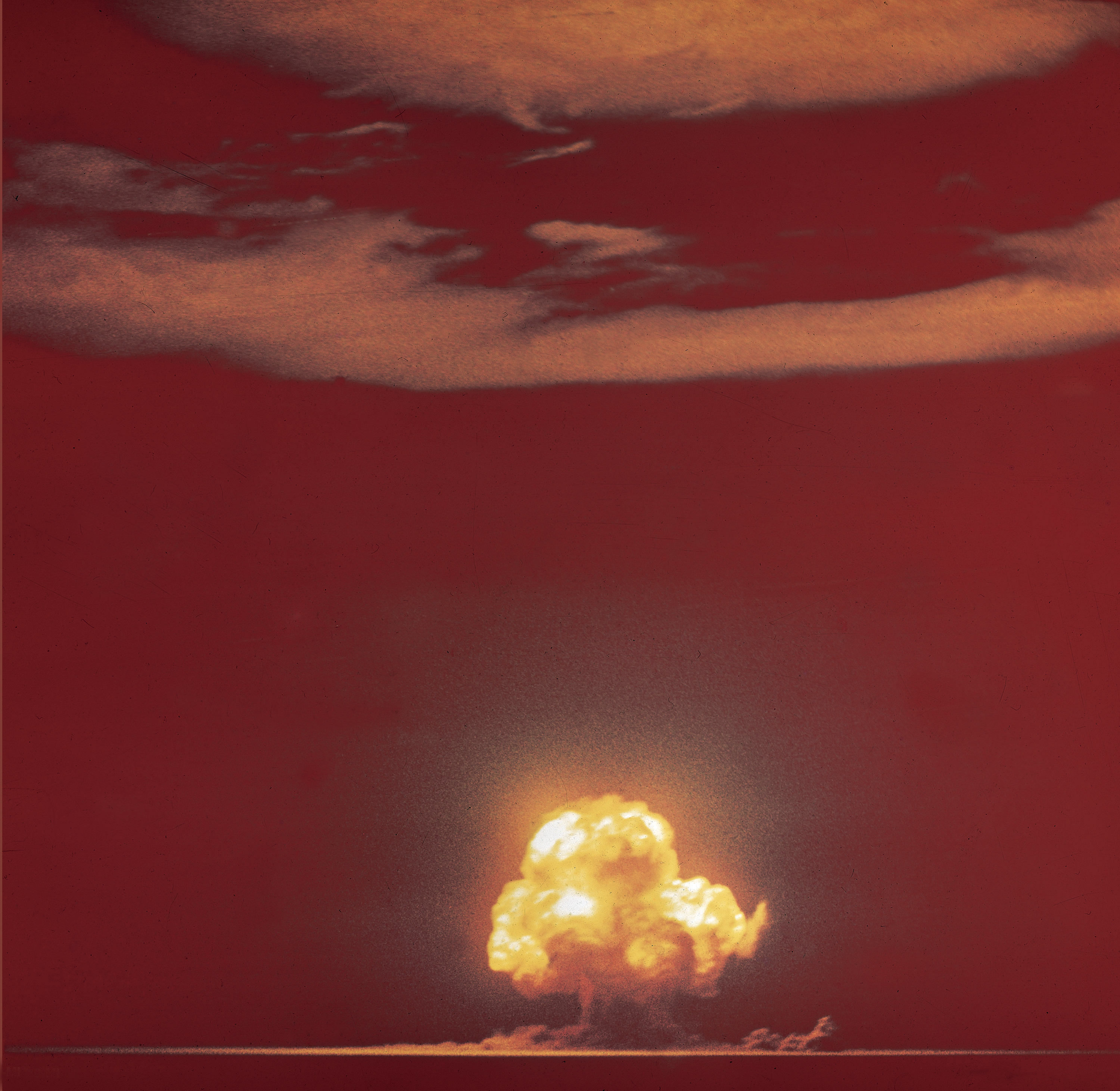
Explosion nucléaire de l'essai atomique Trinity, 16 juillet 1945 (photographie de Jack Aeby).

Perseus est le nom de code d'un espion de l'Union Soviétique qui aurait violé la politique de sécurité nationale des États-Unis en infiltrant le laboratoire national de Los Alamos pendant le développement du Projet Manhattan. Cet espion aurait donc joué un rôle déterminant pour les Soviétiques dans le développement d'armes nucléaires. Parmi les chercheurs[Qui ?] sur le sujet, il existe un certain consensus sur l'existence de Perseus qui serait en fait une création du service de renseignement soviétique.

## Caractère et histoire
Perseus est décrit comme un scientifique américain assez jeune à l'époque du Projet Manhattan, nom de code du projet de recherche qui produisit la première bombe atomique durant la Seconde Guerre mondiale,.
Si ces faits sont réels, Perseus aurait participé à la guerre d'Espagne,.
Au début des années 1940, Perseus aurait été à New York pour rendre visite à ses parents malades. Pendant son séjour, il aurait réussi à être recruté par le KGB, le principal service de renseignements de l'URSS, après avoir cherché et contacté Morris Cohen, espion américain ayant opéré pour le compte de l'Union soviétique et membre du Parti communiste des États-Unis d'Amérique pendant la Grande Dépression.
La rencontre avec Morris Cohen aurait eu lieu entre septembre 1941 et juillet 1942 avant que ce dernier ne s'enrôle dans l'armée et ne parte pour le front de l'Ouest en Europe.
Perseus se serait présenté à Morris Cohen en tant que physicien invité à rejoindre les travaux du centre de recherche de Los Alamos. En 1942, Perseus travaille déjà à Los Alamos, étant donné qu'il aurait commencé au moins 18 mois avant le physicien allemand et espion atomique Klaus Fuchs, qui a rejoint le projet au milieu de l'année 1944. Cependant, Perseus semble avoir été recruté par les soviétiques à peu près à la même période que Klaus Fuchs.
Selon des articles publiés en Russie par The New Times, Perseus aurait collaboré avec le gouvernement soviétique pour des raisons purement idéologiques au point qu'il aurait refusé toute récompense financière en échange d'informations classifiées, car il était convaincu que les États-Unis utiliseraient la bombe atomique contre l'Union soviétique, affirmant que :

« Le Pentagone est d'avis [...] qu'il faudra des décennies à l'Union soviétique pour exploiter l'énergie atomique. En attendant, l'Amérique détruira le socialisme au moyen de la bombe à uranium. »

Morris Cohen alors en Europe, sa femme, Lona Cohen, aurait pris sur elle pour se rendre à Albuquerque à une ou deux reprises (selon la source consultée[Laquelle ?]) pour servir de courrier. Une fois sur place, Lona Cohen aurait reçu des informations directement de Perseus et les aurait transmises au consul soviétique à New York, Anatoli Yatskov. Cette information aurait inclus des détails cruciaux sur l'essai atomique Trinity réalisé par les forces armées des États-Unis le 16 juillet 1945 dans le cadre du Projet Manhattan.
Dans les années 1950, Perseus est censé être sous le contrôle de Rudolf Abel, identité alors utilisée par William Fischer durant cette période.
Selon une source, Perseus est encore en vie en 1991.
Perseus aurait également été désigné ou identifié avec les noms de code de « Mr. X », « Youngster », « FOGEL », « PERS », ou encore « Mlad »,.
Ce nom est également donné à un espion du Polygone d'essais de missile de White Sands situé près de Las Cruces au Nouveau-Mexique.

## Dans la culture populaire
Le 19 août 2020, le nom de Perseus est mentionné dans le teasing mondial du jeu vidéo Call of Duty: Black Ops Cold War,. Il est confirmé comme le principal antagoniste de la campagne du jeu qui se déroule dans les années 1980, période marquée par la continuité de la guerre froide ainsi que par une vague néo-libérale qui porte le coup de grâce au communisme dans les pays de l'Est.